# Гранитоиды
Гранито́иды — общее название группы горных пород магматического, реже метасоматического происхождения, кислого состава (более 62 % SiO2).

## Термин
Термин употребляется для полевого описания пород, похожих на гранит, а также неизученных гранитоподобных комплексов.

## Происхождение и свойства
По происхождению гранитоиды разделяют на:
- автохтонные — затвердевшие из расплава прямо на месте залегания;
- аллохтонные — перемещённые после кристаллизации;
- метасоматические — образовавшиеся без плавления.

По химическому и минеральному составу выделяются:
| Гранитоиды        | % кварца | минимальный % SiO2 | % анортита | % цветных минералов (биотит и т.п.) |
| ----------------- | -------- | ------------------ | ---------- | ----------------------------------- |
| Кварцевые диориты | 5-15     | 62                 | 40-30      | 30-20                               |
| Гранодиориты      | 15-25    | 68                 | 30-20      | 20-15                               |
| Адамеллиты        | 25–30    | 73                 | 20-15      | 15-10                               |
| Граниты           | 30–50    | 73                 | 15-10      | 10-5                                |

В щелочных гранитоидах содержатся лишь щелочные полевые шпаты; субщелочные гранитоиды (сиенограниты и граносиениты) близки к сиенитам.